# Jimmy Hunt
Jimmy Hunt, all'anagrafe James Walter Hunt (Los Angeles, 4 dicembre 1939 – Simi Valley, 18 luglio 2025) è stato un attore statunitense.

## Filmografia

### Cinema
- Mio fratello parla con i cavalli (My Brother Talks to Horses), regia di Fred Zinnemann (1947)
- La morte è discesa a Hiroshima (The Beginning or the End), regia di Norman Taurog (1947)
- L'isola sulla montagna (High Barbaree), regia di Jack Conway (1947)
- Living in a Big Way, regia di Gregory La Cava (1947)
- Canto d'amore (Song of Love), regia di Clarence Brown (1947)
- La donna senza amore (The Mating of Millie), regia di Henry Levin (1948)
- Filibustieri in gonnella (The Sainted Sisters), regia di William D. Russell (1948)
- Lo strano Mr. Jones (The Fuller Brush Man), regia di Sylvan Simon (1948)
- Souvenirs of Death, regia di Edward L. Cahn - cortometraggio (1948)
- Due sorelle a New York (So This Is New York), regia di Richard Fleischer (1948)
- Tragedia a Santa Monica (Pitfall), regia di André De Toth (1948)
- Il terrore corre sul filo (Sorry, Wrong Number), regia di Anatole Litvak (1948)
- Abbandonata in viaggio di nozze (Family Honeymoon), regia di Claude Binyon (1948)
- Special Agent, regia di William C. Thomas (1949)
- La pietra dello scandalo (Top o' the Morning), regia di David Miller (1949)
- Rusty's Birthday, regia di Seymour Friedman (1949)
- Tu partirai con me (Holiday Affair), regia di Don Hartman (1949)
- Dodici lo chiamano papà (Cheaper by the Dozen), regia di Walter Lang (1950)
- All'alba giunse la donna (The Capture), regia di John Sturges (1950)
- Frecce avvelenate (Rock Island Trail), regia di Joseph Kane (1950)
- Shadow on the Wall, regia di Pat Jackson (1950)
- Amo Luisa disperatamente (Louisa), regia di Alexander Hall (1950)
- Vagabondo a cavallo (Saddle Tramp), regia di Hugo Fregonese (1950)
- Again... Pioneers, regia di William Beaudine (1950)
- Katie Did It, regia di Frederick de Cordova (1950)
- La madre dello sposo (The Mating Season), regia di Mitchell Leisen (1951)
- Her First Romance, regia di Seymour Friedman (1951)
- Più forte dell'amore (The Blue Veil), regia di Curtis Bernhardt (1951)
- Vedovo cerca moglie (Week-End with Father), regia di Douglas Sirk (1951)
- Ragazze alla finestra (Belles on Their Toes), regia di Henry Levin (1952)
- Wait Till the Sun Shines, Nellie, regia di Henry King (1952)
- Il complice segreto (The Lone Hand), regia di George Sherman (1953)
- Gli invasori spaziali (Invaders from Mars), regia di William Cameron Menzies (1953)
- Bella ma pericolosa (She Couldn't Say No), regia di Lloyd Bacon (1953)
- Arrivan le ragazze (Here Come the Girls), regia di Claude Binyon (1953)
- The All American, regia di Jesse Hibbs (1953)
- The Young Rounders, regia di Casey Tibbs (1971)
- Invaders (Invaders from Mars), regia di Tobe Hooper (1986)
- No Match, Mate, regia di Jennifer Hunt - cortometraggio (2020)

### Televisione
- Royal Playhouse (Fireside Theatre) – serie TV, episodi 3x11-5x31 (1950-1953)
- Close Encounters of the 4th Kind: Infestation from Mars, regia di Samuel Oldham - film TV (2004)